# Tomatenfrösche

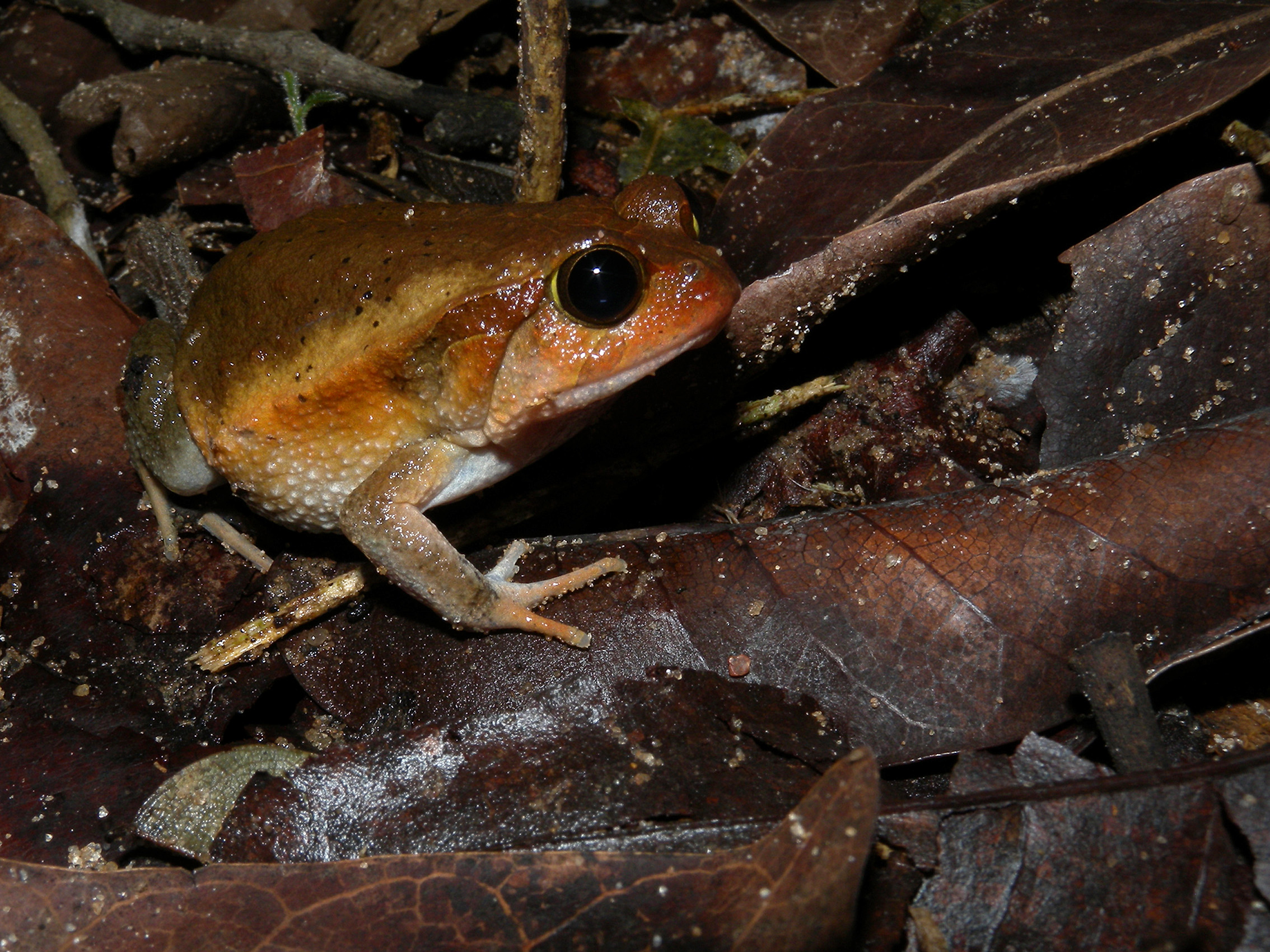
Westlicher Tomatenfrosch (Dyscophus insularis)

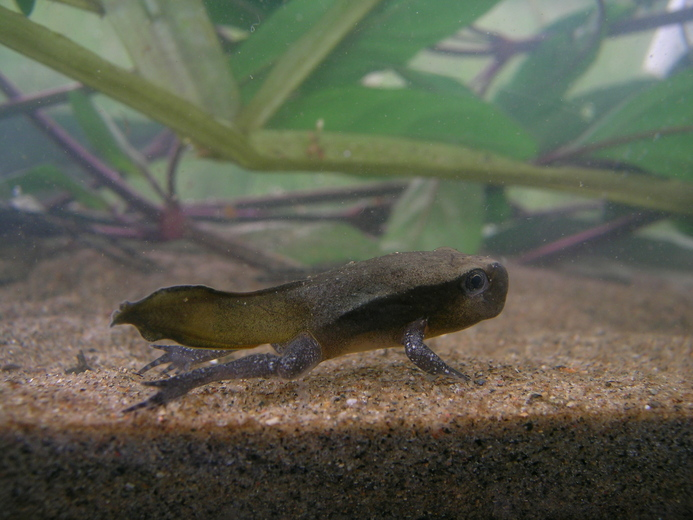
Larve des Roten Tomatenfroschs (Dyscophus antongilii)

Die Tomatenfrösche (Dyscophus) sind eine Froschgattung aus der Familie der Engmaulfrösche. Sie bilden die einzige Gattung der Unterfamilie der Taubfrösche (Dyscophinae).

## Beschreibung
Die Pupillen sind vertikal. Die Zunge ist oval, ganzrandig und hinten frei abhebbar. Die Gaumenzähne sind in zwei langen, geraden oder gebogenen Querreihen hinter den Choanen vorhanden. Vor dem Schlund befindet sich eine gezähnelte Hautfalte. Die Finger- und Zehenspitzen sind nicht verbreitert und besitzen einfache knöcherne Endphalangen. Die Finger sind frei. Die Zehen sind meist durch Schwimmhäute verbunden, welche nicht zwischen die Metatarsen der 4. und 5. Zehe eingreifen. Die Praecoracoide sind verknöchert und liegen den kräftigen Coracoiden auf. Das Omosternum ist klein und knorpelig. Das Sternum ist eine große, ankerförmige Knorpelplatte. Die Querfortsätze des Sakralwirbels sind mäßig stark verbreitert.

## Vorkommen
Die Gattung ist auf Madagaskar endemisch.

## Systematik
Die Unterfamilie der Taubfrösche (Dyscophine), manchmal auch als eigene Familie angesehen, umfasste seit ihrer Erstbeschreibung durch George Albert Boulenger neben der Gattung Dyscophus auch die Gattung Calluella. Parker betrachtete 1934 in seiner Monographie die Taubfrösche als basale Gruppe der Engmaulfrösche. Blommers-Schlösser beließ in ihrer 1975 veröffentlichten Revision der Unterfamilie sowohl die afrikanischen Tomatenfrösche als auch die südostasiatische Gattung Calluella in derselben Unterfamilie. In einer groß angelegten Studie aus dem Jahr 2006 wurden die Taubfrösche auf die Gattung der Tomatenfrösche beschränkt und Calluella zu den Echten Engmaulfröschen (Microhylinae) gestellt, 2015 wurde die Gattung Calluella mit der Gattung Glyphoglossus zusammengelegt. In phylogenetischen Studien werden die Taubfrösche als Schwestergruppe der Echten Engmaulfrösche betrachtet.
Die Gattung der Tomatenfrösche (Dyscophus) wurde 1872 von Alfred Grandidier erstbeschrieben und ist nun die einzige Gattung der Unterfamilie der Taubfrösche (Dyscophinae Boulenger, 1882). Sie umfasst 3 Arten:
- Dyscophus antongilii Grandidier, 1877 – Roter Tomatenfrosch
- Dyscophus guineti (Grandidier, 1875) – Gefleckter Tomatenfrosch, Südlicher Tomatenfrosch
- Dyscophus insularis Grandidier, 1872 – Westlicher Tomatenfrosch